# Larry Townsend
Larry Townsend (* 27. Oktober 1930; † 29. Juli 2008) war ein US-amerikanischer Autor (Sachbücher, Romane) mit Schwerpunkt BDSM. Kultstatus errangen besonders die beiden Bücher Run Little Leather Boy (1970) und The Leatherman’s Handbook (1972).

## Leben
Townsend war in der ersten Hälfte der 1950er Jahre im Air Intelligence Service der US-amerikanischen Air Force in Deutschland stationiert. 1956 kehrte er in die USA zurück und begann sein Studium an der University of California in Los Angeles.
In den 1960er Jahren war er zunächst drei Jahre Offizieranwärter der Air Force. Er wechselte dann zur Jugendarbeit für schwer erziehbare Heranwachsende in Forstcamps und arbeitete schließlich als Psychologe an einem geheimen Industrieprojekt. In dieser Zeit konnte er wegen der allgemeinen gesellschaftlichen Umstände, aber auch wegen seiner Arbeitgeber, seiner Passion, der homoerotischen Schriftstellerei, nur heimlich nachgehen.
Diese Umstände begannen sich im Rahmen der aufkommenden Liberalisierung, der entstehenden politischen amerikanischen Schwulenbewegung und der Stonewall-Demonstrationen im Sommer 1969 zu verändern. Der Kleinverlag Greenleaf Classics in San Diego wagte es 1970, das Buch Song of the Loom – das nach damaligen Maßstäben explizite Hardcore-Formulierungen enthielt (Sex, Bondage, Domination, BDSM) – zu veröffentlichen. Zum Erstaunen der Beteiligten fand keine Zensur mehr statt. Rückblickend war dies der Durchbruch für pornografische Literatur der schwulen Lederszene. Auch der Postversand schwuler und pornografischer Bücher und Zeitschriften wurde ab Mitte der 1970er Jahre staatlicherseits nicht mehr blockiert. Dies ermöglichte Townsend sein schriftstellerisches Schaffen.
1972 wirkte er als Präsident des Homophile Effort for Legal Protection an der Etablierung des H.E.L.P. Newsletter mit, dem Vorgänger des Drummer Magazine. Er lebte damals im Stadtteil Silver Lake in Los Angeles, welche ein Zentrum der BDSM-Szene bildete. Als Journalist und Fotograf war er ein wichtiger Augenzeuge der wachsenden zivilrechtlichen Bewegung für Schwulenrechte und die Akzeptanz sadomasochistischer Sexualpraktiken.
Ende Juli 2008 starb der Autor in seinem Haus oberhalb des Sunset Strip in Los Angeles.

## Werk
Townsend, nun angehender Journalist, veröffentlichte 1970/71 bei Greenleaf Classics 13 s/m-orientierte Novellen, darunter: Run Little Leather Boy und Run No More.
Parallel schrieb er an dem Manuskript für ein ungewöhnliches Sachbuch: The Leatherman’s Handbook, dem weltweit ersten systematischen Leitfaden für schwule Ledermänner und S/M-Fetisch. Es erschien 1972 im US-amerikanischen Verlag Olympia Press. Das Buch wurde unter der Abkürzung „TLH“ zur Sensation und einem internationalen Erfolg. Eine zweite Auflage erschien 1974, eine dritte dann im Verlag LeSalon 1978/79 mit einem aktualisierten Vorwort und einem Fachindex. Statt einer vierten Auflage entstand 1981 eine komplette Neufassung in verändertem Diktus unter dem Titel: The Leatherman’s Handbook II im Verlag Mandate. Davon erschien die zweite Auflage 1983. In der dritten Auflage 1989 wurde erstmals das damals neue Themas Aids erwähnt – mit entsprechenden Warnungen für einschlägige sexuelle Praktiken. Das Buch erschien 1993, 1995 und 2000 in jeweils aktualisierten Neuauflagen. Beide TLH-Bücher erwiesen sich als Welterfolg. Daher wurde 1997, zum 25-jährigen Jubiläum des ersten Handbuchs, eine spezielle The Leatherman’s Handbook – Silver Jubilee Edition gedruckt.
Wegen der unverändert hohen Nachfrage kam auch das zweite Handbuch zum 20-jährigen Jubiläum 2001 als Sonderausgabe (The Leatherman’s Handbook II – New Millennium Edition) auf den englischsprachigen Markt. Gleichzeitig erschien eine deutsche Fassung im Berliner Querverlag als Das Lederhandbuch II mit einem Titelbild des deutschen Fotografen Henning von Berg.
Gute Kritiken erhielt Townsends monatliche Kolumne Leather Notebook, die von 1980 bis 1992 im Fetischmagazin Drummer erschien und die er bis zu seinem Tod 2008 im Magazin Honcho fortsetzte. Sein letzter Roman Time Masters wurde im April 2008 veröffentlicht.
Insgesamt hat Townsend Dutzende s/m-orientierter Sachbücher, Romane und Kurzgeschichten verfasst und gilt besonders in den USA als renommierter Kultautor.